# M/S Polar Explorer
M/S Polar Explorer är ett isbrytande offshorefartyg, som används för turistrafik vintertid i isen i Bottenviken.
Fartyget byggdes av Elsflether Werft AG i Elsfleth i Tyskland och levererades i juni 1975 till Deutsche Dampfschifffahrts-Gesellschaft "Hansa" i Bremen i Tyskland. Hon användes vintersäsongen 1979 som stöd till isbrytaren Hansa av Wasser- und Schiffahrtsdirektion Kiel i Kiel för att bryta is i Kielbukten. 
Hon köptes 1980 av VTG Versorgungsschifffart GmbH i Bremen och seglade i offshoretjänst 1981–1986 i kanadensiska farvatten utanför St. John's i Newfoundland och Labrador. I november 1986 utbröt en brand under ett bogseringsuppdrag USA-Taiwan utanför Panamas kust. Överbyggnaden förstördes i branden. Det skadade fartyget bogserades 1987 till Conastil Shipyard i Cartagena i Colombia för reparation. Hon köptes av ett brittiskt dotterbolag till norska Eide Marine Services i Høylandsbygd på Halsnøy, som lät bygga om henne, inklusive med en förlängning på 7,5 meter. Hon var i tjänst i Storbritannien 1991–2015, ägd av olika brittiska företag, omdöpt till Sun Wrestler, 1998 till Statesman och 2008 till Eide Wrestler.
Marine Group köpte fartyget 2016 för turer från Båtskärsnäs, i samarbete med det finländska reseföretaget Polar Explorer i Rovaniemi, och döpte om det till Polar Explorer. Marine Group hade tidigare tagit över M/S Arctic Explorer från Piteå havsbad, som också hade bedrivit isturism i Piteå skärgård.